# Palmzucker

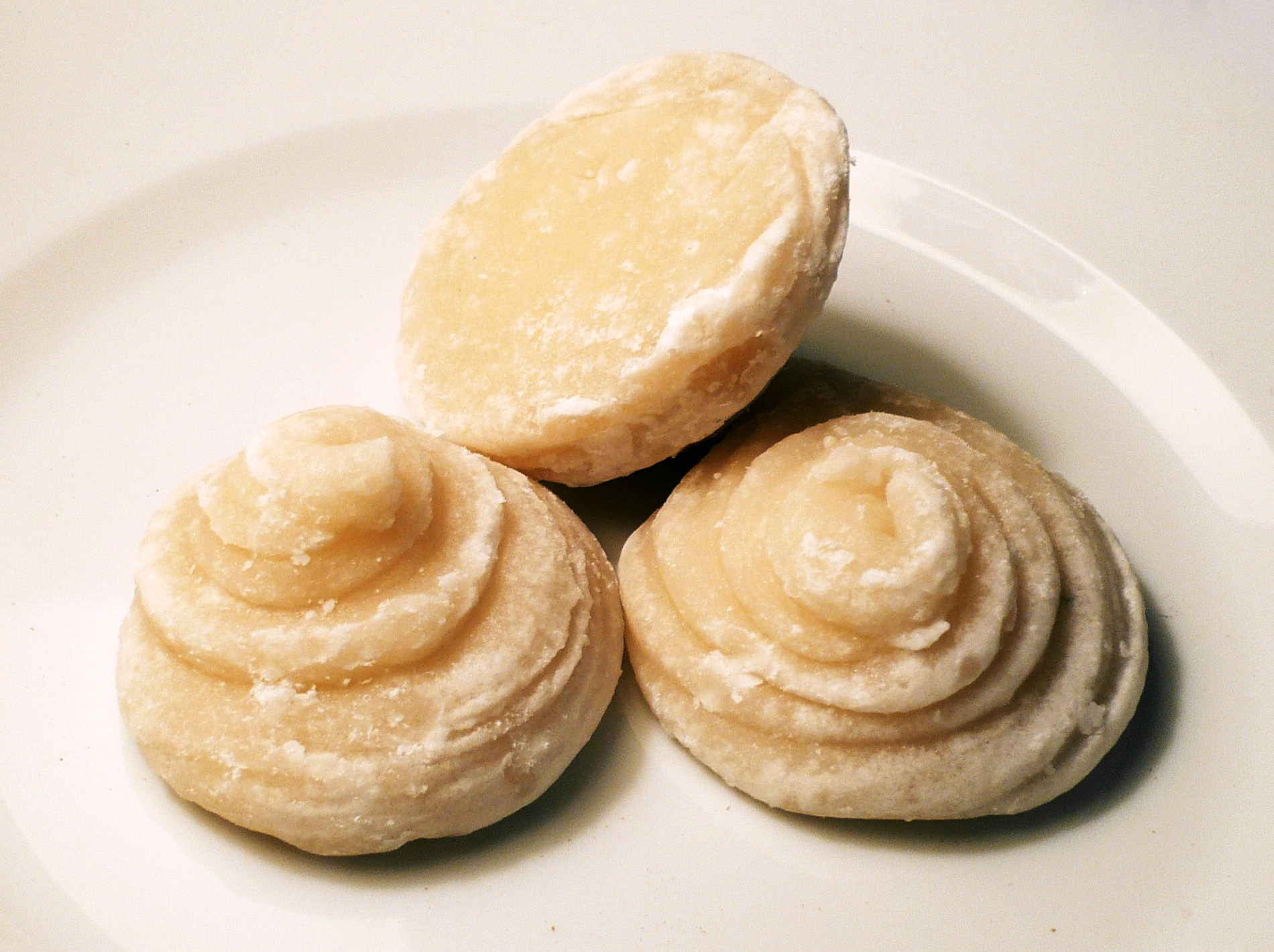
Palmzucker aus Thailand, konfektioniert als Küchlein

Palmzucker (veraltet auch Jagara oder Jagre) ist eine Zuckersorte, die durch Einkochen und Kristallisation aus dem Blutungssaft vornehmlich der Blütenstände verschiedener Palmenarten gewonnen wird. Wird er aus dem Saft der Kokospalme hergestellt, so spricht man auch von Kokoszucker oder Kokosblütenzucker. Palmzucker ist weniger süß als gewöhnlicher Haushaltszucker und hat einen leicht malzigen oder karamellartigen Beigeschmack. Der Hauptbestandteil ist Saccharose. Palmzucker hat mit etwa 40 einen niedrigen glykämischen Index.

## Herkunft und Geschichte
Palmzucker wird hauptsächlich in Südostasien, aber auch in Indien, Sri Lanka, Pakistan, Afrika, Südamerika und der Karibik aus verschiedenen Palmenarten gewonnen, darunter Nipapalme (Nypa fruticans), Zuckerpalme (Arenga pinnata), Palmyrapalme (Borassus flabellifer), Silber-Dattelpalme (Phoenix sylvestris), Sagopalme (Metroxylon sagu) und Kokospalme (Cocos nucifera).
Der Blutungssaft aus Zuckerpalme war während der Kolonialzeit in Indonesien als Getränk, besonders wenn es leicht vergoren war, sehr beliebt und bekannt als Sagueer, Saguweer, Saguwaar, Sagero oder Zachwehr  (ind. Tuak, Legen).
Aus der Kanarischen Dattelpalme (Phoenix canariensis) wird zuckerhaltiger Saft gewonnen und zu Sirup verarbeitet, allerdings kein Palmzucker daraus hergestellt. Auf La Gomera zum Beispiel ist der Sirup aus Kanarischen Dattelpalmen seit dem 16. Jahrhundert als „Palmhonig“ (Miel de Palma) bekannt. Auch der Saft anderer Palmenarten ist zuckerhaltig. So stellte bereits Plinius der Ältere in der Antike fest, dass der Saft, den man nach Abschlagen der oberen Wedel der Europäischen Zwergpalme (Chamaerops humilis) gewinnt, süß schmecke.

## Herstellung
Der zuckerhaltige Pflanzensaft (Nektar) der Palmen wird aus den reifen Blütenständen durch Anschneiden gewonnen und in Behältern aufgefangen. Der Saft muss nun zügig weiterverarbeitet werden, da sonst rasch ein natürlicher Gärungsprozess einsetzt. Palmsaft enthält bis zu 15 % Zucker und kann auch zu Palmwein oder Palmessig vergoren werden. Nach dem Absieben fester Pflanzenteile und anderer Fremdstoffe wird der Palmsaft zunächst zu einem Sirup eingekocht. Dieser wird dann in einer offenen Pfanne unter Rühren und Schlagen weiter erhitzt, bis die Kristallisation einsetzt. Die noch heiße Masse wird zum Auskühlen und Erstarren in flache Formen (z. B. Kokosnussschalen) oder Bambusröhren gefüllt.

Herstellung von Palmzucker auf West-Java
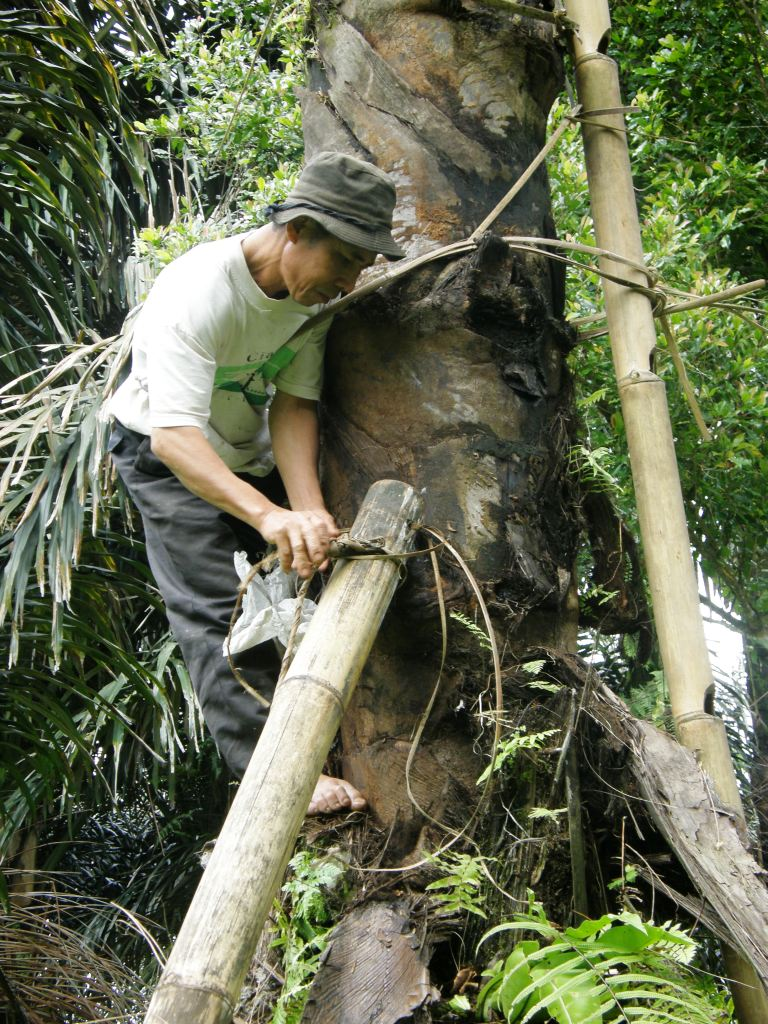
Blütensaft wird in Bambusröhren aufgefangen.
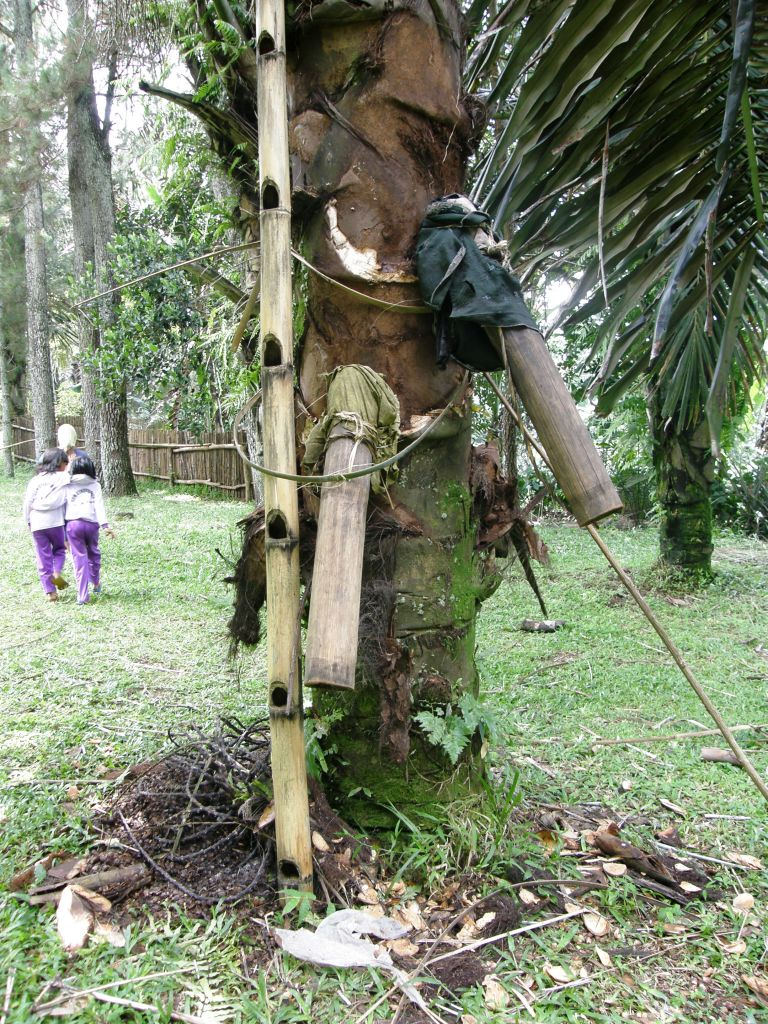
Auch weiter unten gewinnt man Blutungssaft.
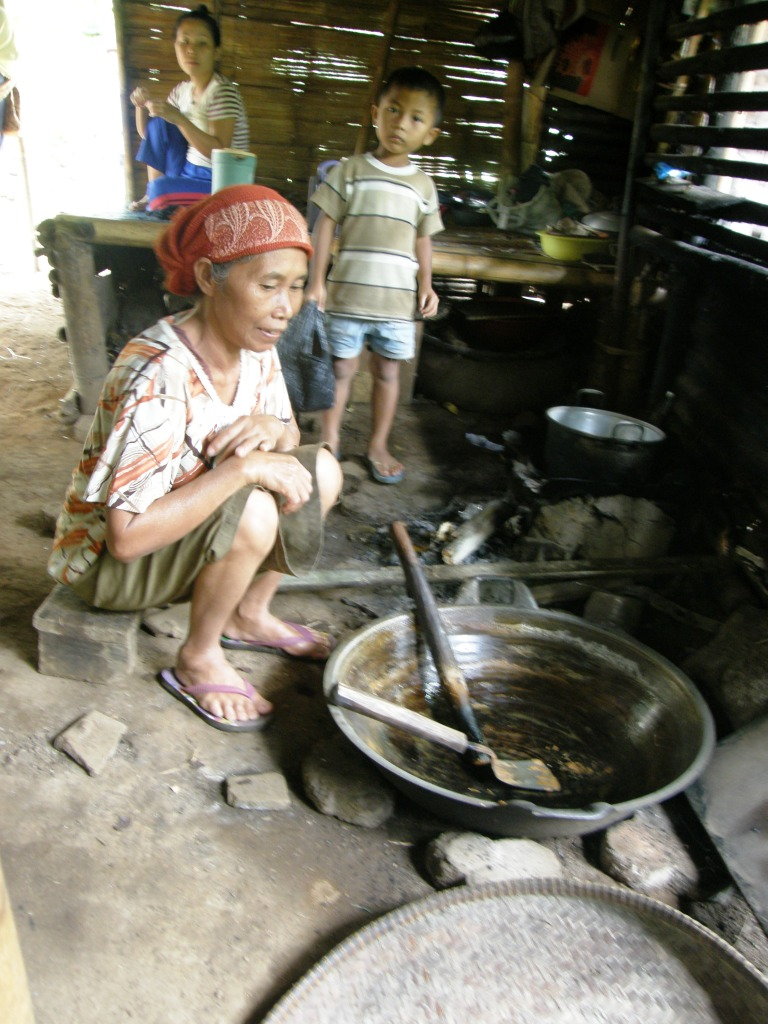
Durch Erhitzen und unter ständigem Rühren entsteht Palmzucker.
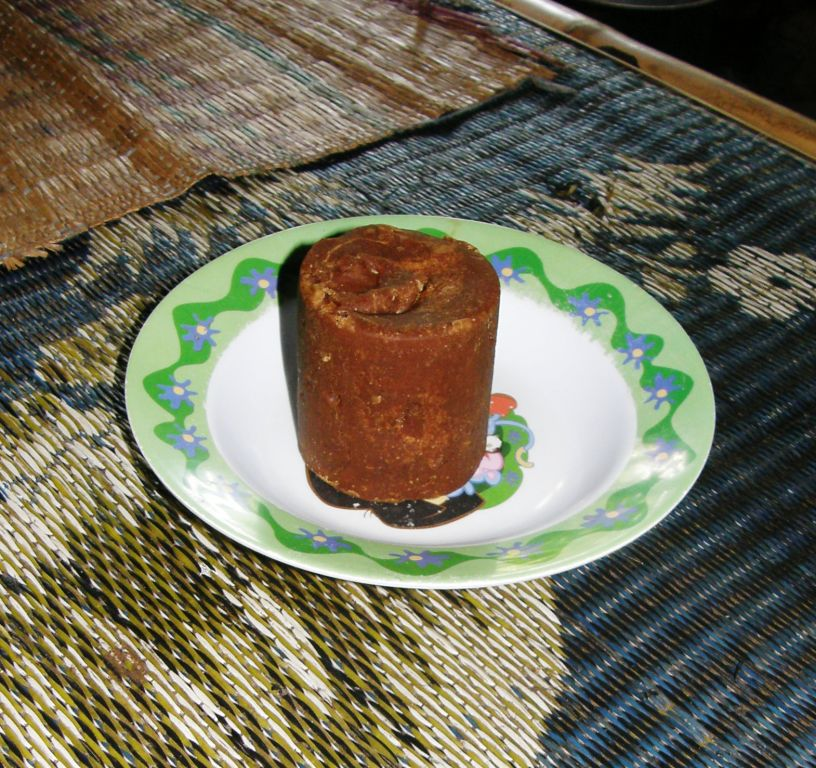
Fertiger Palmzucker

## Verwendung
Palmzucker wird wie Rohrzucker zum Süßen von Speisen und Getränken benutzt. Vor der Verwendung müssen die harten Küchlein oder Zylinder durch Zerschlagen oder Reiben zerkleinert werden. Angebliche heilende Wirkungen durch die Einnahme von Palm- oder Kokoszucker sind nicht nachgewiesen.